# Félix Tagawa
Félix Tagawa (23 de marzo de 1977) es un exfutbolista francopolinesio que jugaba como delantero.
Durante su carrera llegó a jugar en la National Soccer League australiana, liga profesional, al integrar en 2003 los planteles de los Brisbane Strikers y del Adelaide United. Con la selección tahitiana disputó 22 partidos y marcó 14 goles, lo que lo convierte en el máximo anotador de la historia del seleccionado.

## Carrera
Debutó en 1999 jugando para el Vénus. En 2003 viajó a Australia para firmar con los Brisbane Strikers, aunque ese mismo año pasaría al  Adelaide United. En 2004 regresó a su país para jugar en el Dragon, donde se retiraría en 2012.

### Clubes
| Club                          | País               | Año         |
| ----------------------------- | ------------------ | ----------- |
| AS Vénus                      | Polinesia Francesa | 1999 - 2003 |
| Brisbane Strikers             | Australia          | 2003        |
| Adelaide United Football Club | Australia          | 2003        |
| AS Dragon                     | Polinesia Francesa | 2004 - 2012 |

### Selección nacional
Disputó 22 partidos y marcó 14 goles con la selección de Tahití. Entre sus tantos, figuran dos por la Copa de las Naciones de la OFC 2002 y siete en los Juegos del Pacífico Sur 2003.